# Pénjamo
Pénjamo – miasto w Meksyku, w stanie Guanajuato.